# Hervay Frigyes
Hervay Frigyes, 1883-ig Herzfeld, névváltozat: Hervai (Bécs, 1874. december 8. – Budapest, Erzsébetváros, 1946. szeptember 5.) író, költő, újságíró, színigazgató.

## Pályafutása
Hervay (Herzfeld) Lajos (1839–1912) bécsi nagykereskedő és Deutsch Hermina Mária (1851–1938) fia. Középiskoláit Kassán, a premontreieknél és Pesten, a piaristák főgimnáziumában végezte, ezután pedig a hírlapírói pályára lépett. Herzfeld családi nevét 1883-ban Hervaira változtatta és családjával együtt áttért a római katolikus hitre. 1894-től Magyar Újság, a Veszprémvármegye, később a Magyar Nemzet és a Magyar Szó, majd a Pesti Napló munkatársa volt. 1901-től vezette a Magyarország című lap színházi és irodalmi rovatát. 1914 és 1919 között művészeti vezetője volt az Apolló Színpadnak, több kabaréban mint dramaturg működött közre. Az első világháborút követően több mint tíz évig volt a 8 Órai Újság munkatársa, ahol a filmrovatot vezette.
Költeményeit 1895-ben adta ki Versek című kötetében, novelláit pedig 1898-ban gyűjtötte a Kavicsok című kötetbe. Verseket, elbeszéléseket, bohózatokat, kabarékuplékat és operett librettókat is írt és külföldi színdarabokat fordított. A magyar kabaréirodalom szempontjából forrásmunkának tekinthető Magyar Kabarét című kétkötetes antológiája (Gyoma, 1911).

## Magánélete
Házastársa László Sarolta (1889–1962) volt, László János és Szabó Matild lánya, akit 1917. december 31-én Budapesten, a Terézvárosban vett feleségül.

## Művei
- Versek (Budapest, 1895)
- Kavicsok (1898)
- Magyar Kabarét (Gyoma, 1911)